# 2025-ös választások az Amerikai Egyesült Államokban
A 2025-ös választásokat az Amerikai Egyesült Államokban többségben 2025. november 4-én tartják. Ebben a páratlan választási évben kormányzókat, legfelsőbb bírósági bírákat, illetve polgármestereket választanak az Egyesült Államokban. Rendkívüli választásokat is rendeznek ebben az évben széküresedések esetében az Egyesült Államok Képviselőházában, nem mindenképpen a többi választással egy napon.

## Szövetségi választások

### Képviselőházi választások
Az alábbi kerületekben rendeznek választásokat széküresedések következtében:
| Választókerület | Választókerület | Előző képviselő  | Győztes | Győztes        |
| Állam           | Vk.             | Előző képviselő  | Párt    | Képviselő      |
| --------------- | --------------- | ---------------- | ------- | -------------- |
| Arizona         | 7.              | Raúl Grijalva    |         |                |
| Florida         | 1.              | Matt Gaetz       |         | Jimmy Patronis |
| Florida         | 6.              | Michael Waltz    |         | Randy Fine     |
| Texas           | 18.             | Sylvester Turner |         |                |
| Virginia        | 11.             | Gerry Connolly   |         |                |

## Állami választások

### Kormányzóválasztások
Kormányzóválasztást az államok közül kettőben tartanak.
| Állam      | Információ                                | Jelöltek           | Jelöltek            | Győztes | Győztes   |
| Állam      | Információ                                | Demokrata          | Republikánus        | Párt    | Kormányzó |
| ---------- | ----------------------------------------- | ------------------ | ------------------- | ------- | --------- |
| New Jersey | Hivatalban lévő demokrata nem indulhat    | Mikie Sherrill     | Jack Ciattarelli    |         |           |
| Virginia   | Hivatalban lévő republikánus nem indulhat | Abigail Spanberger | Winsome Earle-Sears |         |           |

### Államügyész-választások
Államügyész-választást az államok közül kettőben tartanak.
| Állam    | Jelöltek  | Jelöltek      | Győztes | Győztes   |
| Állam    | Demokrata | Republikánus  | Párt    | Kormányzó |
| -------- | --------- | ------------- | ------- | --------- |
| Virginia | Jay Jones | Jason Miyares |         |           |

### Legfelsőbb bíróság
Legfelsőbb bírósági választást három állam tart.
| Állam        | Jelöltek       | Jelöltek     | Győztes | Győztes        |
| Állam        | Demokrata      | Republikánus | Párt    | Kormányzó      |
| ------------ | -------------- | ------------ | ------- | -------------- |
| Pennsylvania |                |              |         |                |
| Wisconsin    | Susan Crawford | Brad Schimel |         | Susan Crawford |

## Helyi választások

### Polgármesteri választások
Az alábbi listán csak azon városok választásai szerepelnek, amelyek lakossága legalább 400 ezer fő.
| Város       | Jelöltek | Jelöltek                                | Jelöltek                                                                | Győztes | Győztes          |
| Város       | Demokrata | Republikánus                            | Egyéb                                                                   | Párt    | Kormányzó        |
| ----------- | --- | --------------------------------------- | ----------------------------------------------------------------------- | ------- | ---------------- |
| Albuquerque | Mayling Armijo Tim Keller Alex Uballez                                                                         | Louie Sanchez Eddie Varela Darren White |                                                                         |         |                  |
| Atlanta     | Andre Dickens                                                                                                  |                                         |                                                                         |         |                  |
| Charlotte   | |                                         |                                                                         |         |                  |
| Detroit     | Jonathan Barlow Fred Durhal III Joel Haashiim Saunteel Jenkins Solomon Kinloch Jr. Todd Perkins Mary Sheffield | James Craig                             | DaNetta Simpson                                                         |         |                  |
| Miami       | Eileen Higgins Ken Russell                                                                                     | Emilio Gonzalez                         |                                                                         |         |                  |
| Minneapolis | DeWayne Davis Omar Fateh Jacob Frey Jazz Hampton Brenda Short                                                  | Laverne Turner                          |                                                                         |         |                  |
| New York    | Zohran Mamdani                                                                                                 | Curtis Sliwa                            | Eric Adams Andrew Cuomo                                                 |         |                  |
| Oakland     | |                                         | Barbara Lee Loren Taylor                                                |         | Barbara Lee      |
| Omaha       | John Ewing Jr.                                                                                                 | Jean Stothert                           |                                                                         |         | John Ewing Jr.   |
| San Antonio | |                                         | Gina Ortiz Jones Rolando Pablos                                         |         | Gina Ortiz Jones |
| Seattle     | Ry Armstrong Bruce Harrell Katie Wilson                                                                        |                                         | Clinton Bliss Joe Mallahan Joe Molloy Thaddeus Whelan Isaiah Willoughby |         |                  |